# Мусаев, Рахман Алияр оглы
Рахман Алияр оглы Мусаев (азерб. Musayev Rəhman Əliyar oğlu; 14 декабря 1986, Габала, Азербайджанская ССР, СССР) — азербайджанский футболист, амплуа — нападающий. Выступал в сборной Азербайджана по пляжному футболу.

## Биография
Рахман Мусаев начал заниматься футболом в возрасте 11 лет в детской футбольной школе города Мингячевира. В 2004—2005 гг. проходил воинскую службу в рядах вооруженных сил Азербайджана.

## Клубная карьера
Начинал карьеру футболиста в 2003 году, в возрасте 17 лет с выступления в клубе первой лиги «Адлийя» из Баку. Далее переехал в Бейляган, где в 2004 году дебютировал в любительской лиге в составе местной команды «Хекери», которая в 2005 году добилась права выступать в первой лиге и сменила название на ФК «Фемида».
В 2006 году переходит в бакинский клуб «Стандард», который в настоящее время представляет город Сумгаит. В 2007—2008 гг. защищает цвета клуба НБС (Сальяны) (ныне ФК «Мугань»). Далее следуют один сезон (2008 год) в губинском «Спартаке».
В 2009 году Мусаев заключает контракт с клубом «Габала». Отыграв в команде два года, в феврале 2011 года, во время зимнего трансферного окна, на правах аренды переходит на пол сезона в команду первого дивизиона «Абшерон».
В 2011 году продолжает выступление в первом дивизионе, теперь уже в составе команды «Карадаг Локбатан». Отыграв один сезон в данном клубе, в конце 2012 года подписывает полугодовой контракт с очередным клубом премьер-лиги ФК «АЗАЛ» из Баку. В январе 2013 года Мусаев по собственной инициативе разрывает контракт с «летчиками» и переходит в бакинский клуб «МОИК». С августа 2013 года защищает цвета ПФК «Араз-Нахчыван».

## Пляжный футбол

### Сборная
В ноябре 2013 года был призван на сборы национальной команды по пляжному футболу в Баку, новым главным тренер сборной, бразильским специалистом Зе Мигелем.

## Мини-футбол

### Клубная карьера
С 2013 года выступает в команде первой лиги чемпионата Азербайджана по мини — МФК «Ясамал» Баку. До этого, в 2012 году выступал за другой клуб первой лиги — МФК «Олимп» Баку.

## Достижения
- 2006 — серебряный призёр Первого Дивизиона Азербайджана в составе ФК «Стандард» Баку.
- 2007 — бронзовый призёр Первого Дивизиона Азербайджана в составе ФК «НБС» Сальяны.
- 2010 — бронзовый призёр чемпионата Азербайджана среди дублеров команд Премьер-лиги в составе ФК «Габала».
- 2011 — золотой медалист Первого Дивизиона Азербайджана в составе ФК «Абшерон» Баку.
- 2012 — золотой медалист Первого Дивизиона Азербайджана в составе ФК «Карадаг-Локбатан» Баку.
- В 2010 году стал лучшим бомбардиром чемпионата Азербайджана среди дублеров команд Премьер-лиги с 23 забитыми мячами, получив при этом специальную премию от президента ПФЛ Рамина Мусаева[7].